# Taboão da Serra
Taboão da Serra város Brazíliában, São Paulo államban. Lakosainak száma 273 542 fő (2022). Taboão da Serra São Paulo, Cotia, Embu das Artes és Osasco községekkel határos.

## Népesség
A település népességének változása:
| Lakosok száma | 197 644 | 244 528 | 272 177 | 293 652 | 297 528 | 273 542 |
|               | 2000    | 2010    | 2015    | 2020    | 2021    | 2022    |